# 동공반사

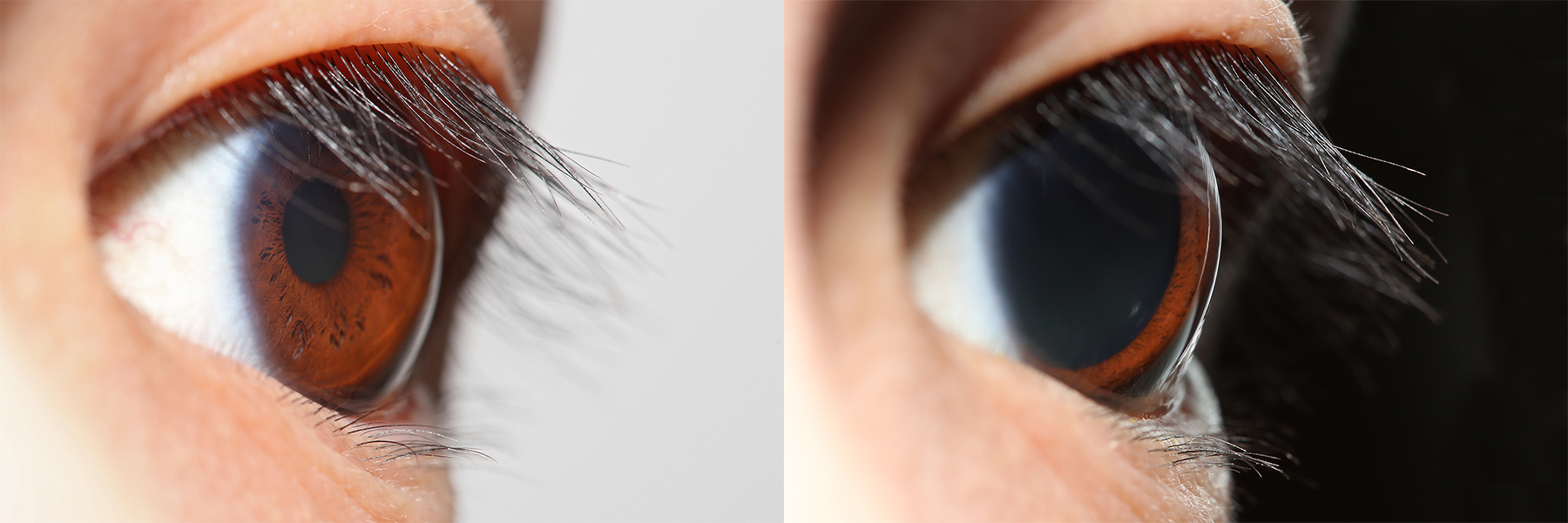
동공 반사로 인한 수축(왼쪽) 및 확장(오른쪽) 동공

동공반사(Pupillary reflex)는 동공 기능과 관련된 반사 작용들 가운데 하나를 가리킨다.
여기에는 대광 반사와 조절반사가 포함된다. 빛에 의해 동공이 팽창하거나 수축하는 동공반응을 보통 반사 작용으로 부르지는 않지만 여전히 이 주제의 일부로 간주되는 것이 일반적이다.